# Plectris abnormalis
Plectris abnormalis är en skalbaggsart som beskrevs av Moser 1919. Plectris abnormalis ingår i släktet Plectris och familjen Melolonthidae. Inga underarter finns listade i Catalogue of Life.